# Molbostøtten
Molbostøtten er en muret obelisk, der siden 1938 har været opstillet på Mols ved Knebels nordlige tilkørsel ved vejen til Agri. Den blev rejst af Knebel Borger- og Håndværkerforening og skulle bl.a. fungere som vejviser til stendyssen Porskær Stenhus.
Støtten er ca. 3,8 meter høj og har en muret sokkel, der er pudset. Over soklen findes en firesidet billedfrise i basrelief udført i cement og grus, som illustrerer fire af de bedst kendte Molbohistorier: Storken i rugmarken, Kirkeklokken, Stokken og Pølsen. Obelisken er muret i cementsten og pudset med gult cement. Ved senere istandsættelser er obelisken blevet kalket og malet gul. Foroven slutter obelisken med en pyramideformet tilspidsning. Hulrummet i obelisken er fyldt med stenafslag og beton. Murerarbejdet blev udført af murermester Hans Jensen fra Knebel sammen med to hjælpere.
Det er ukendt hvem der har tegnet støtten og udført billedfrisen. Blandt de mulige ophavsmænd til frisen nævnes "en kunstner fra Århus, muligvis ved navn Gudmundsen" og "kunstmaler Fisker".